# Pont Frédéric-Mistral
Le pont Frédéric-Mistral est un pont routier sur le Rhône qui relie la commune de Guilherand-Granges (Ardèche) et la ville de Valence (Drôme). 
D'une longueur totale de 522 m, il est l'un des ponts les plus importants des départements de la Drôme et de l'Ardèche quant à la fréquentation, par sa situation au cœur de l'agglomération valentinoise et de sa liaison directe avec le centre-ville de la capitale de la Drôme. Le pont Frédéric-Mistral enjambe le Rhône et l'autoroute du soleil (A7).
Le pont Frédéric-Mistral, dont le coût s'est élevé à 12 000 000 F, a été dédié à l'écrivain Frédéric Mistral.

## Historique

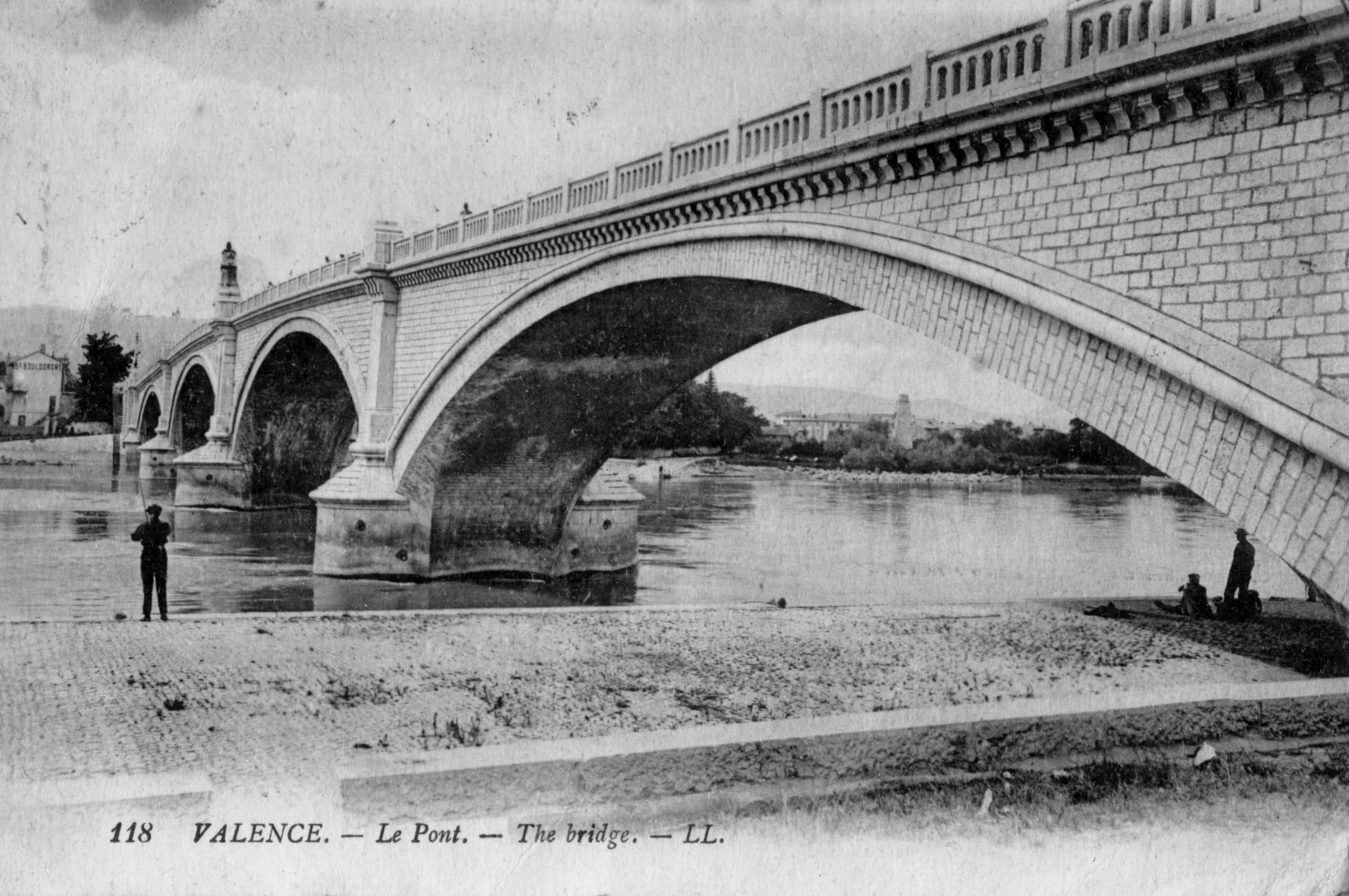
Le pont en pierre vers 1919, avant qu'il ne soit remplacé par l'actuel pont Frédéric-Mistral en 1967.

Le pont en pierre, construit en 1905, est détruit le 19 juin 1940 par le Génie français pour ralentir l'arrivée des troupes allemandes lors de la Seconde Guerre mondiale. Dès août 1940, le Rhône est à nouveau franchissable en barque puis un bac à traille. Un pont provisoire Pigeaud est ensuite installé par le Génie. Ce pont fut à nouveau endommagé le 15 août 1944 lors d'un bombardement aérien des forces alliées.
L'ancien pont suspendu, endommagé par les deux guerres mondiales, ne pouvait être reconstruit dans sa forme primitive ; il est finalement démoli au milieu des années 1950. La passerelle suspendue provisoire mise en place en février 1949 perdure ainsi jusqu'en 1962, date à laquelle des fissures sont décelées. 
Dès 1963, l'édification d'un nouvel ouvrage sur le Rhône est autorisée, pour laquelle est lancé un concours en juillet. Le devis-programme prévoit la destruction des anciens appuis du pont en pierre, qui avaient été laissés dans le fleuve, et le démontage du pont provisoire. L'ouvrage à construire ne doit comporter que deux appuis dans le Rhône, sur fondations massives. En juin 1964, le projet de la Société des Forges et Ateliers du Creusot (pour les structures métalliques) et de la Société des Grands travaux de l´Est (pour le Génie civil), entreprises conjointes, est retenu.

## Description
Le pont relie le quartier de Basse ville dans le centre-ville de Valence à la commune de Guilherand-Granges en rive droite du Rhône. Il joint l'avenue Léon Gambetta (Valence) à l'avenue de la République (Guilherand-Granges). Le pont, de près de 230 m de long, comporte trois travées (64,08 m - 100,73 m - 64,08 m) franchissant le fleuve et l'autoroute A7, côté Valence. Il est également doté de deux travées passantes sur les rives, constituées par des ponts dalles en béton, que prolongent de longues rampes d'accès maçonnées et bétonnées (avec ouverture passante en rive droite), portant sa longueur totale à 522 m.

## Conception

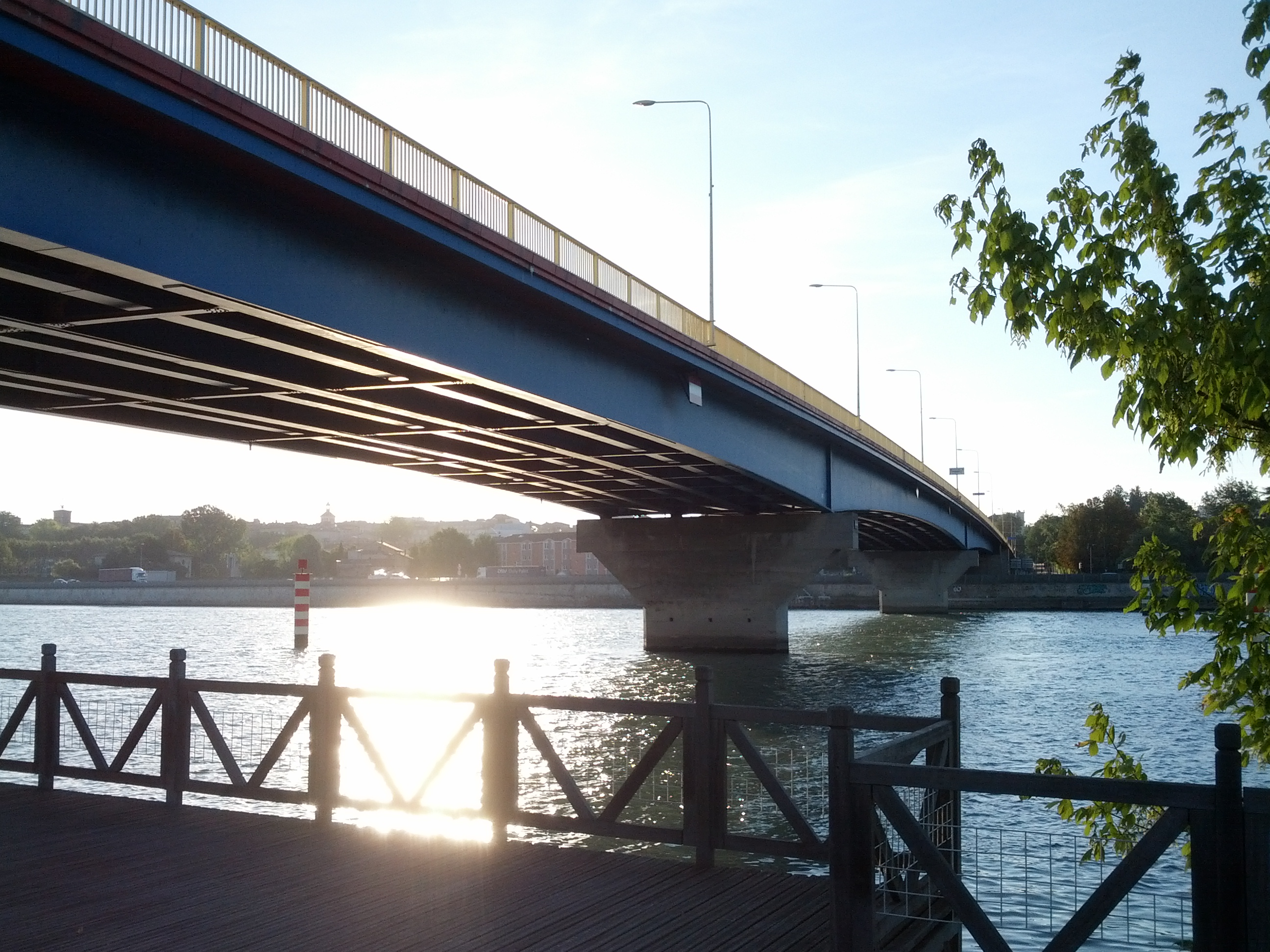
Le pont depuis les berges de Guilherand-Granges

Le tablier mixte, à ossature métallique (constituée de quatre poutres en acier 42 reliées par des entretoisements) et dalles de béton armé de 18 cm d'épaisseur, est appuyé sur deux piles béton en T dans le fleuve. Les deux piles sont décalées, la pile de droite se trouvant à 70 m de la berge, celle de gauche à 33 m. Les piles et la pile-culée de rive droite sont fondées sur caissons foncés à l'air comprimé ; la pile-culée de rive gauche sur massif exécuté dans une enceinte en palplanches.
Sur une largeur utile de 17 m, le tablier porte une chaussée de 10 m, à 2 voies de circulation en direction de Valence, et 1 voie de circulation en direction de Guilherand Granges. Les pistes cyclables mesure 1,95 m de chaque coté sont séparés physiquement par un séparateurs en béton. Ils sont encadrées de deux trottoirs de 1,50 m ; ces derniers sont bordés de garde-corps métalliques. 
L'ossature métallique, fabriquée par tronçons à Chalon-sur-Saône (Saône-et-Loire), est transportée par voie fluviale sur le chantier. Les épreuves passées le 23 novembre 1966 ayant donné satisfaction, le nouveau pont est inauguré et livré à la circulation le 7 décembre suivant. Le même mois est démarrée la démolition de la passerelle provisoire juxtaposée. La partie métallique de l'ouvrage - partie centrale - a été repeinte avec des couleurs vives (bleu, jaune, rouge) en 1988, telle qu'on la voit encore aujourd'hui.

## Transports en commun
- Cinq lignes du réseau de bus urbains Citéa empruntent le pont. Les lignes C3 ; C4 ; 10 ; 13 et 46 relient Valence à Guilherand-Granges, Saint-Péray et Cornas.
- Plusieurs lignes d'autocars régionales empruntent également le pont. Les lignes X73 et E03 relient Valence au reste de l'Ardèche.

## Galerie d'images

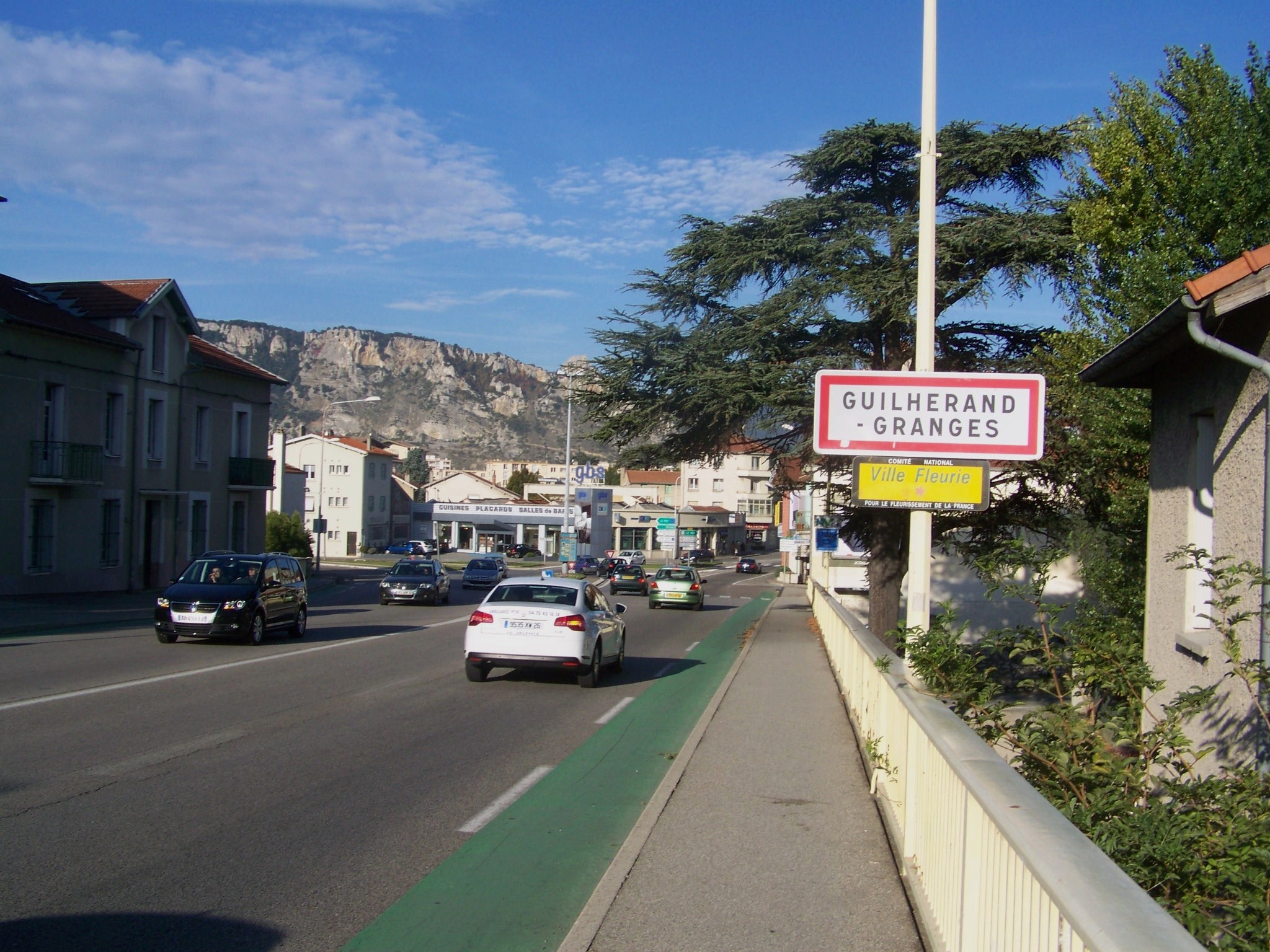
Entrée de Guilherand-Granges depuis Valence sur le pont Frédéric-Mistral.
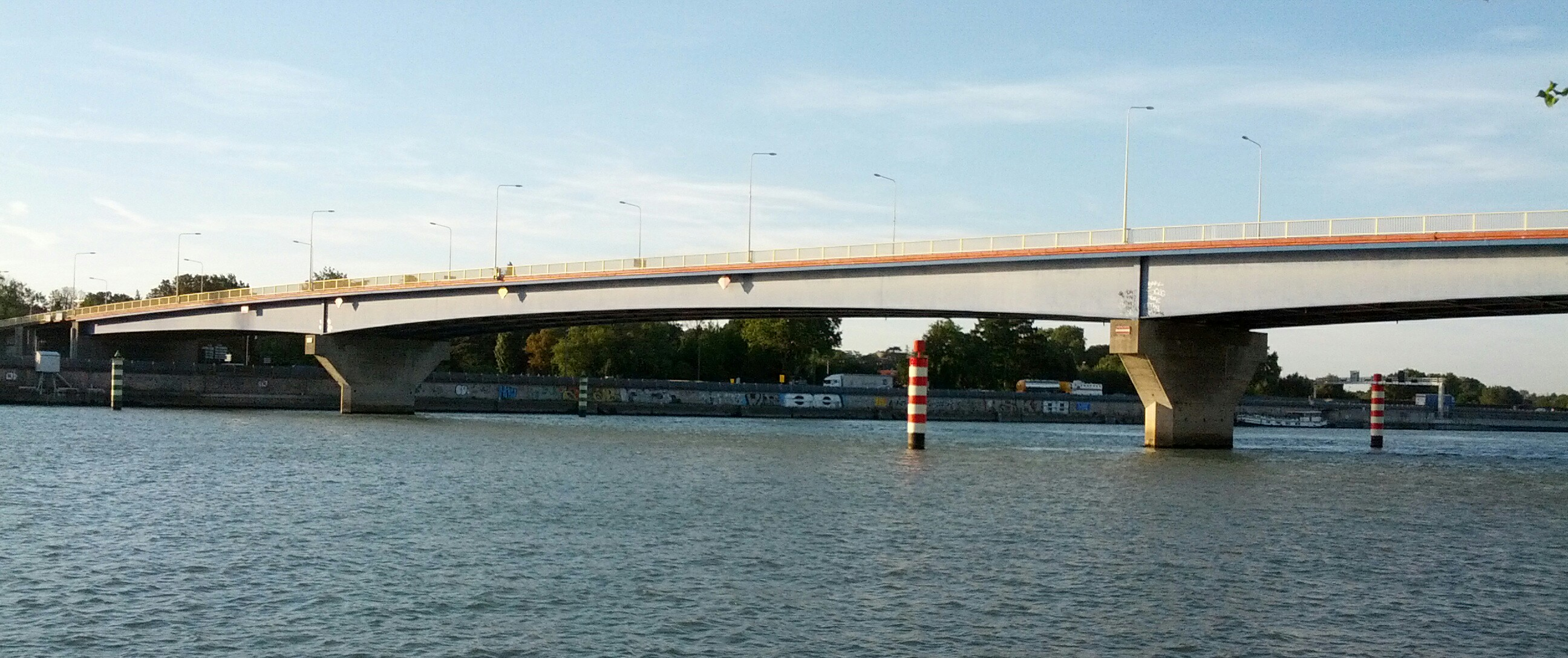
Vue générale du pont.
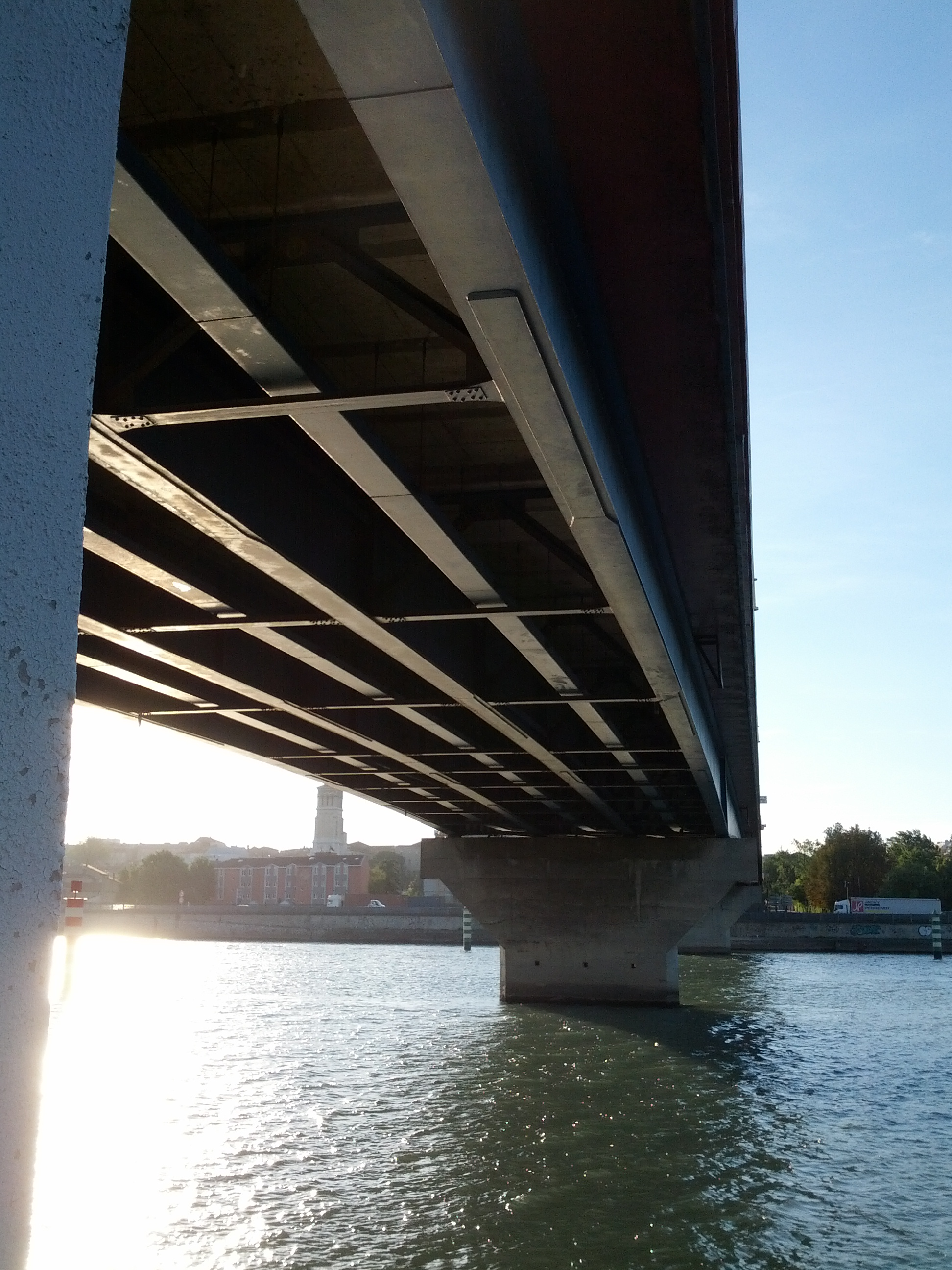
Le tablier à ossature métallique sous le pont.
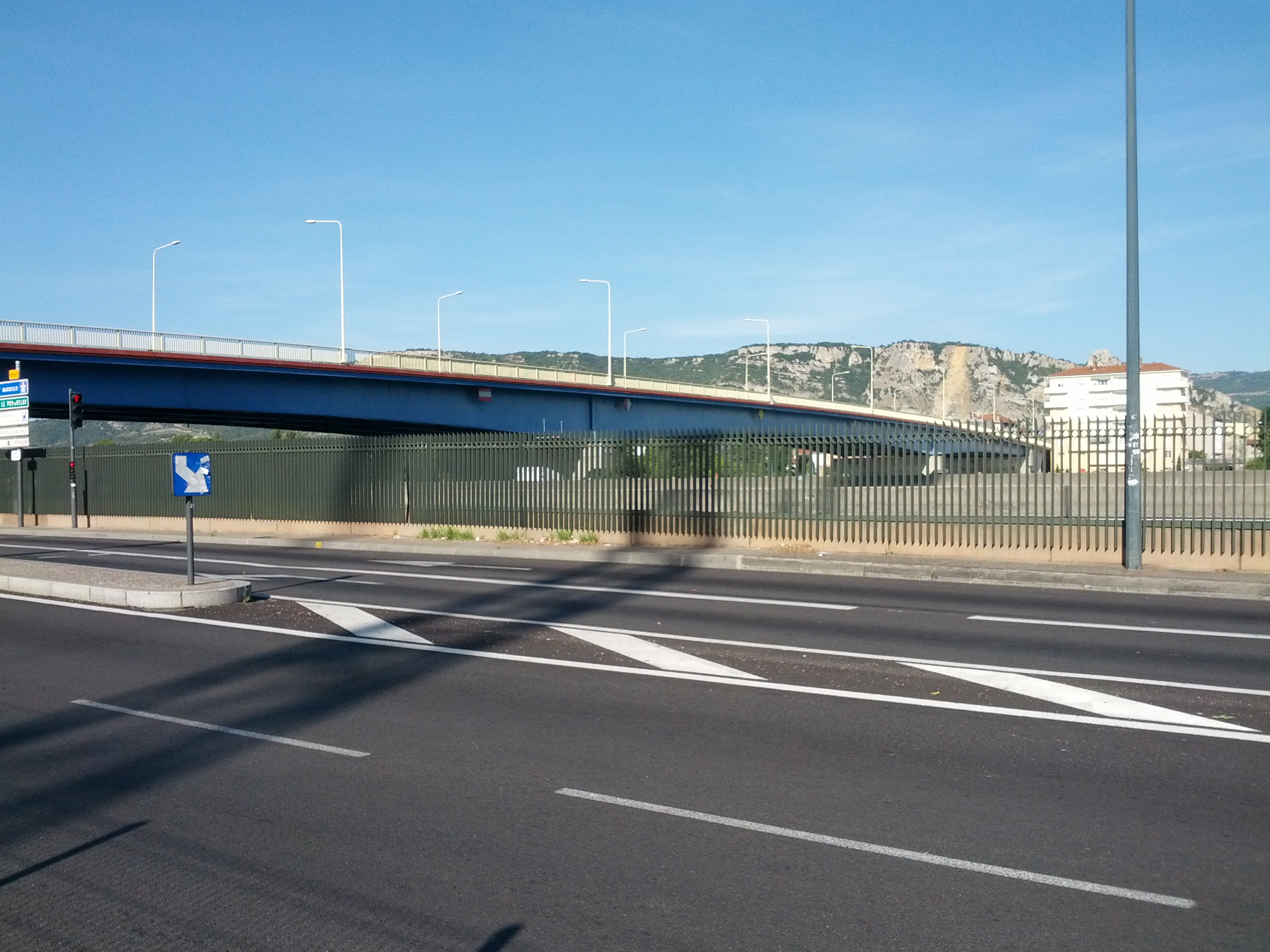
Le pont depuis Valence.